# Theridion neshamini
Theridion neshamini är en spindelart som beskrevs av Claude Lévi 1957. Theridion neshamini ingår i släktet Theridion och familjen klotspindlar. Inga underarter finns listade i Catalogue of Life.